# حبيب بن المهلب
حبيب بن المهلب الأزدي (توفي 720م)، والي وقائد عسكري في الدولة الأموية وعضوا في أسرة المهلبي. شارك لاحقا في ثورة أخيه يزيد بن المهلب وقتل في «معركة العقر».

## نسبه
حبيب بن المهلب بن أبي صفرة واسم ابي صفرة ظالم بن سراق بن صُبح بن كندي بن عمرو بن عدي بن بن وائل بن الحارث بن العتيك بن الأزد الأزدي.

## السيرة
كان حبيب نجل القائد العسكري المهلب بن أبي صفرة حيث خدم تحت إمرته في الفترة الأولى من حياته. في عام 686 ومرة أخرى في عام 695 شارك في حملات والده العسكرية للقضاء على المتمردين الأزارقة في مناطق البصرة والأحواز وفارس. بعد أن انتهت العمليات العسكرية ضد الأزارقة في عام 697 انتقل حبيب إلى خراسان حيث عين المهلب حاكما من قبل الحجاج بن يوسف الثقفي. بعد ثلاث سنوات شارك في حملة المهلب العسكرية ضد كيش. خلال هذه الحملة تم اختياره لقيادة الهجوم ضد ربنجن لكنه قرر الانسحاب بعد تقدم حاكم بخارى ضده.
عندما توفي المهلب في عام 702 كان حبيب موجود لتلقي وصية والده. بعد ذلك تولى قيادة الجيش ومضى به إلى شقيقه الأصغر يزيد الذي عين حاكما جديدا معترف به على خراسان من قبل الحجاج. أمضى حبيب السنوات القليلة التالية في مساعدة يزيد وبعد إقالة الأخير في عام 704 فقد خلفه المفضل. خلال هذه الفترة تم تعيينه نائبا لمحافظة كرمان وهو المنصب الذي احتفظ به عزل الحجاج كل المهلبين من مناصبهم. في أعقاب ذلك اعتقل في البصرة بناء على أوامر من الحجاج وتعرض للتعذيب ولكن لم يتلقى أية عقوبة أخرى عندما أمر الخليفة الوليد بن عبد الملك أن يمنح المهلبيون الأمان.
نتيجة لوفاة الوليد وتولي سليمان بن عبد الملك الخلافة في عام 715 فقد عاد المهلبيون إلى السلطة وعين يزيد من قبل الخليفة حاكما على العراق وهو منصب الحجاج القديم. في الوقت نفسه تم تعيين حبيب حاكم على السند التي غزاها مؤخرا محمد بن القاسم الثقفي وأصدر أمر لمواصلة الحملة العسكرية هناك. لدى وصوله إلى المحافظة فقد قرر حبيب إقامة معسكر على ضفة نهر السند واستطاع الحصول على مبايعة السكان الأصليين الرور. خلال توليه منصب الحاكم قاتل وهزم قبيلة لم يتم الكشف عن اسمها ولكن لم تسجل أية مكاسب إقليمية رئيسية.
بقي حبيب في منطقة السند طوال مدة خلافة سليمان. بعد وفاة «سليمان» في عام 717 فقد عانى المهلبيون مرة أخرى من الإقصاء. قرر الخليفة الجديد عمر بن عبد العزيز أن يصرف يزيد من العراق وألقى به في السجن. حبيب عزل من منصبه وغادر السند وعاد في نهاية المطاف إلى البصرة.

## ثورة يزيد بن المهلب
توفي الخليفة «عمر» في فبراير 720. في نفس الوقت تقريبا هرب يزيد من سجنه وقرر العودة إلى العراق. كان حبيب في هذا الوقت في البصرة جنبا إلى جنب مع إخوانه المفضل ومروان وعبد الملك. عندما وصلت أنباء هروب يزيد البصرة فقد أصدر والي المدينة عدي بن أرطأة الفزاري الأمر بالقبض على المهلبيين كإجراء وقائي. بعد ذلك بوقت قصير وصل يزيد بجيشه البصرة واستطاع أن يفرض الحصار عليها. انهزم المدافعين عن المدينة واستول المهلبيون على الحكم وأطلق سراح حبيب وإخوانه من السجن وانضموا إلى تمرد يزيد ضد الخليفة.
على مدار الأشهر القليلة القادمة بقي «حبيب» مع «يزيد» الذي عزز موقعه واليا على العراق. عندما وصلت الأخبار أن جيش تحت قيادة مسلمة بن عبد الملك يتقدم من سوريا قام حبيب بنصح شقيقه إما بالتراجع إلى فارس حيث يمكن إقامة معقل آمن في الجبال أو إرسال بعض قواته إلى الجزيرة الفراتية لمواجهة العدو ومع ذلك فقد رفض يزيد كلا الاقتراحين وأصر على البقاء في العراق. عندما اجتمعت الجيوش الأموية والمهلبيون في مخيم العقر في أغسطس 720 وضع «حبيب» في قيادة ميمنة جيش أخيه «يزيد». قتل «حبيب» خلال المعركة قبل وقت قصير من وفاة أخيه «يزيد».